# Ecco

Ecco Cage Pro înălțăminte pentru golf

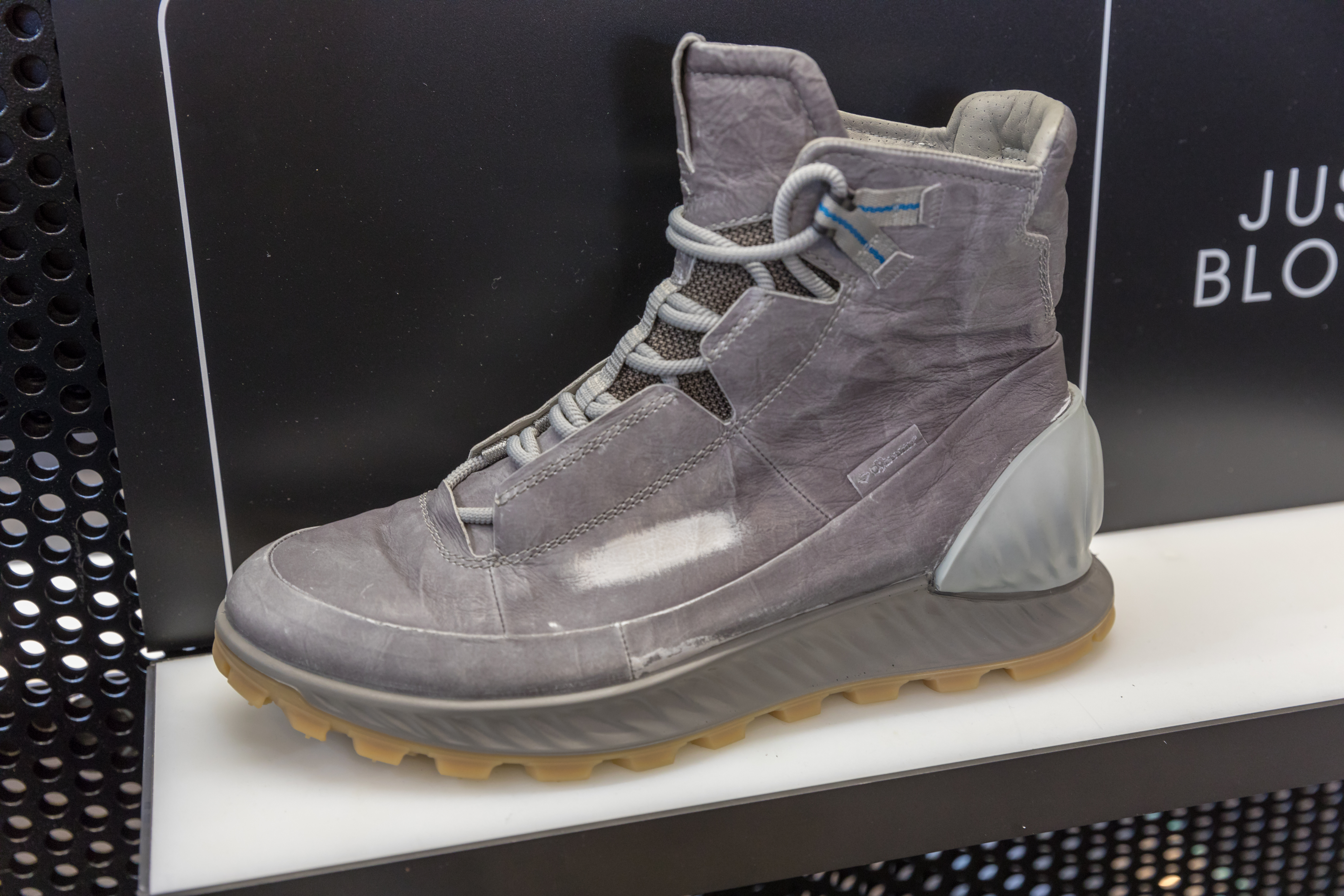
Ecco încățăminte din piele

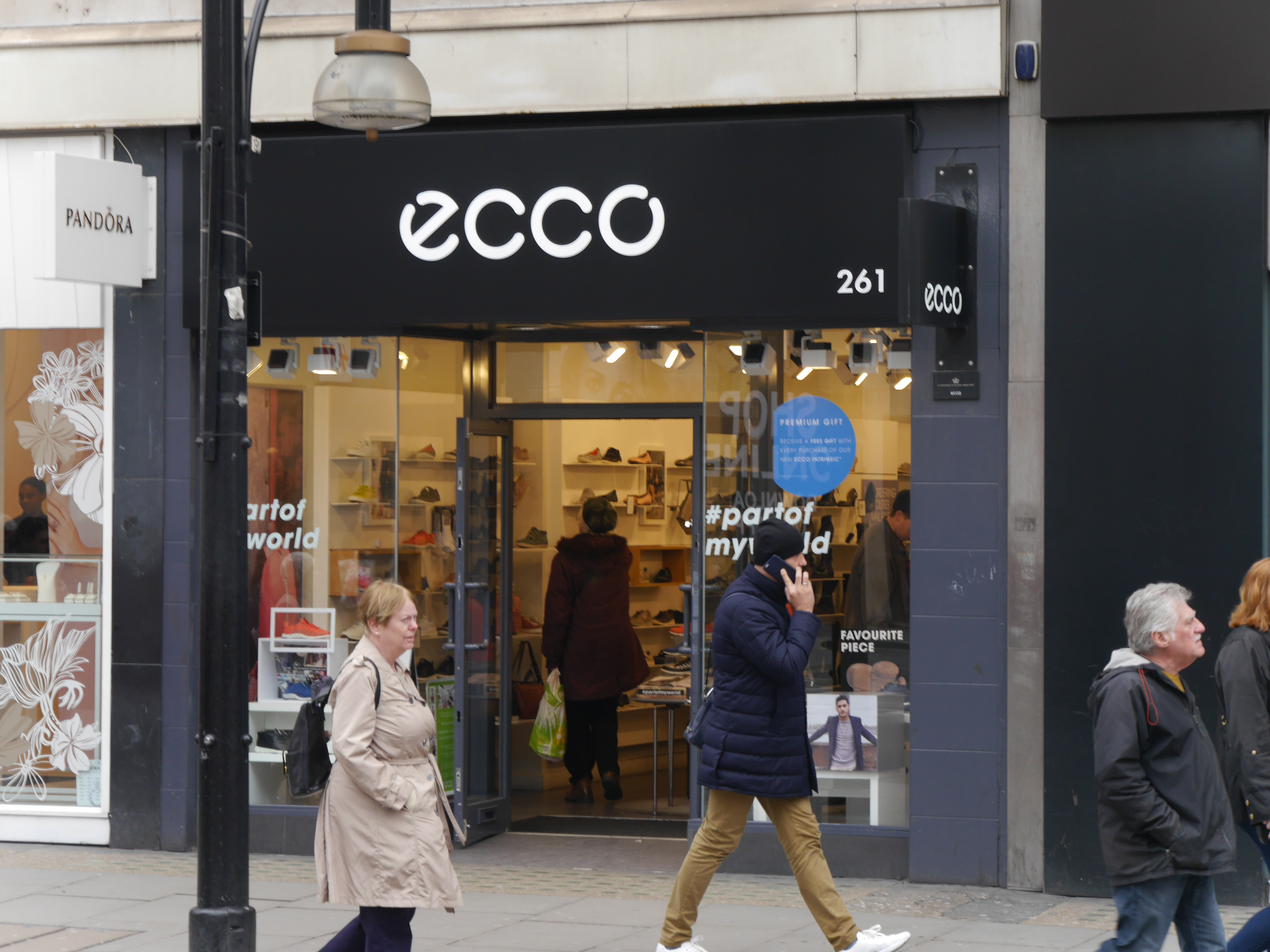
Ecco, strada Oxford, Londra, 2016

ECCO Sko A/S este o companie daneză care se ocupă cu producția și vânzarea de încălțăminte, înființată în 1963 de Karl Toosbuy, în Bredebro, Danemarca.
În anul 2005, Grupul Ecco era prezent în peste 70 de țări și avea vânzări anuale de 12 milioane de perechi de pantofi.

## Istorie
Compania ECCO a fost înființată în 1963 de către Karl Toosbuy în micul oraș Bredebro din sudul Danemarcei. Pe parcursul anilor 1980, compania și-a extins operațiunile la nivel internațional. Până în 1982, vânzările au ajuns la 1 milion de perechi de încălțăminte pe an. Pentru a răspunde cererii tot mai mari, a fost deschise fabrici suplimentare în Portugalia și, sub licență, în Japonia și Cipru. ECCO a dezvoltat, în 1996, în Danemarca, propriul centru de cercetare și design, numit „Futura”. Din 2009 Portugalia este centrul de cercetare și dezvoltare al ECCO. A deschis propria tăbăcărie în Indonezia și, apoi, câțiva ani mai târziu, în Thailanda. În 1998 a fost deschis primul magazin de vânzare cu amănuntul pe Oxford Street, în Londra.
Încălțămintea din piele ECCO este vândută în mai mult de 90 de țări. Compania își desfășoară activitatea în piețe din Asia și din Europa Centrală și de Est, Canada, America de Sud și Statele Unite. Produsele lor sunt vândute prin mai mult de 2.200 de magazine de brand, precum și online.

## Fabricație
ECCO deține tăbăcării în Olanda, Thailanda, Indonezia și China. Tăbăcăriile companiei ECCO se numără printre cei mai importanți producători de piele pentru industria modei, sportului și automobilelor. ECCO s-a angajat într-un program de cercetare pentru a reduce impactul asupra mediului al procesului de tăbăcire. Aproximativ 98% din pantofii ECCO sunt fabricați în propriile fabrici de încălțăminte din Portugalia, Slovacia, Thailanda, Indonezia, Vietnam și China, iar unele sub licență în India. În 2016, Adidas a depus o acțiune împotriva mărcii comerciale ECCO în instanțele din SUA.

## ECCO în România
Marca ECCO a fost adusă în țară de Victor Tighinean, de profesie medic chirurg.
După șapte ani de prezență în sistem de franciză, începând cu 2011 firma-mamă a decis să intre direct pe piață și să preia lanțul de magazine, iar Victor Tighinean a rămas la conducerea businessului Ecco în România.
Compania a încheiat 2013 cu vânzări de circa 5,1 milioane euro.
La nivel de prețuri, Ecco concurează cu branduri precum Musette, Otter, Il Passo, Reno sau Bata.
În anul 2014, rețeaua ECCO a ajuns la opt magazine în București și 18 în țară.